# Dystrykt Senanga
Dystrykt Senanga – dystrykt w południowo-zachodniej Zambii w Prowincji Zachodniej. W 2000 roku liczył 109 119 mieszkańców (z czego 48,19% stanowili mężczyźni) i obejmował 20 956 gospodarstw domowych. Siedzibą administracyjną dystryktu jest Senanga.